# Либехна
Либехна (нем. Libehna) — община в Германии, в земле Саксония-Анхальт. 
С 1 января 2010 года входит в состав города Зюдлихес Анхальт.  Население составляет 291 человек (2024). Занимает площадь 5,38 км².
Община подразделяется на 3 сельских округа.